# في إم وير
شركة في إم وير (بالإنجليزية: VMware, Inc)‏ هي شركة تقوم بتوفير برمجيات الحوسبة السحابية ومحاكاة أنظمة التشغيل. تأسست في عام 1998 م، ومقرها بالو ألتو، كاليفورنيا، الولايات المتحدة الأمريكية وهي مملوكة لشركة إي إم سي.
البرمجيات المكتبية ل«في إم وير» تعمل على مايكروسوفت ويندوز، جنو/لينكس وMac OS X.

## وصلات خارجية
- الموقع الرسمي